# Fred Schneider
Fred Schneider III (Newark, Nueva Jersey; 1 de julio de 1951) es un músico estadounidense, más conocido por ser el vocalista y tecladista de la banda The B-52's. También ha lanzado varios álbumes como solista y ha colaborado con los Foo Fighters en la versión de la canción Planet Claire, compuesta por él mismo.

## The B-52's
Los B-52's comenzaron en 1976, cuando los fundadores Cindy Wilson, Ricky Wilson, Kate Pierson, Keith Strickland y Fred Schneider tocaron un número improvisado después de beber en un restaurante chino en Athens, Georgia. La banda tocó su primer concierto real en 1977, en una fiesta de San Valentín para sus amigos.
El primer sencillo de la banda fue "Rock Lobster", que fue grabado para DB Records en 1978; y vendió más de 20.000 copias en total. En 1979, los B-52's firmaron un contrato de grabación con Warner Bros. Records para América del Sur, América del Norte, Australia y Nueva Zelanda. También firmaron con Island Records para Europa y Asia. Después de la muerte de Ricky Wilson en 1985, la banda hizo una pausa. Se reformaron en 1989 y alcanzaron el éxito general.
- Datos: Q775547
- Multimedia: Fred Schneider / Q775547